# G.fast
G.fast ist ein ITU-T-Standard der DSL-Technik und gilt als Nachfolgestandard zu VDSL2. Das Übertragungsverfahren basiert wie VDSL2-Vectoring und Supervectoring auf Vectoring. G.fast verspricht Datenübertragungsraten von bis zu 1 Gbit/s (gesamthaft in Sende- und Empfangsrichtung) über existierende Telefonie-Kupferkabel und ist aufgrund der hohen Frequenzen nur für kurze Leitungsdistanzen bis zu 250 m geeignet. G.fast gilt daher zumindest aktuell noch als Alternative zu FTTH und ist für FTTB- und FTTdp-Netze ausgelegt. Die ITU-T-Spezifikationen G.9700 und G.9701 beschreiben G.fast.
G.fast ist ein Akronym für „fast access to subscriber terminals“ (deutsch: schneller Zugang zu Kundenendgeräten).

Spektralbereiche von G.fast und VDSL2 gegen die Bandbreiteneffizienz aufgetragen

## Allgemeines
Alcatel Lucent gab Mitte 2013 bekannt, unter Laborbedingungen 1,1 Gbit/s auf einer einzelnen, 70 m langen Kupferdoppelader erreicht zu haben. Auf 100 m wurden noch 800 Mbit/s erreicht. Huawei gibt an, bereits seit Ende 2011 Datenraten im selben Rahmen übertragen zu können.
Da G.fast sehr anfällig für Nebensprechen ist, muss für eine effiziente Nutzung unter realen Bedingungen Vectoring verwendet werden, um Interferenzen zu kompensieren.
Für die Übertragung werden in einem ersten Schritt Frequenzen bis 106 MHz und später 212 MHz verwendet, aber im Gegensatz zu VDSL2 sind die Anzahl Bits pro Subkanal (Carrier) limitiert auf 12 (bei VDSL 15 Bits). Aufgrund der hohen Frequenzen und der damit auftretenden Signal-Dämpfung ist G.fast nur für kurze Leitungsdistanzen bis zu 250 m anwendbar. Man geht deshalb heute davon aus, dass in Zukunft ein gemischter Betrieb, zusammen mit anderen xDSL-Technologien wie VDSL2, angestrebt wird.
ITU hat G.fast am 5. Dezember 2014 standardisiert. Dauerhaft betriebene Installationen waren etwa Ende 2015 zu erwarten.
In Anlehnung an ATU-R (ADSL Transceiver Unit-Remote), VTU-R und STU-R als Bezeichnung für ein Modem am ADSL-, VDSL- oder SHDSL-Anschluss wird bei G.fast der Begriff FTU-R verwendet. Der DSLAM, auch als xTU-C (Transceiver Unit-Central Office) bekannt, wird bei G.fast als DPU (Distribution Point Unit) bezeichnet. Er ist oft, anders als bei ADSL oder VDSL (ATU-C oder VTU-C), viel kleiner und steht nicht unbedingt zentral in der Vermittlungsstelle („Central Office“), sondern verteilt („distributed“) in der Straße oder im Haus.

## Anwendung
In der Schweiz betreibt Swisscom seit Juni 2012 G.fast-fähiges Equipment in einem FTTdp-Pilotversuch.
Seit Ende 2013 wird G.fast-fähige Hardware in ausgesuchten Regionen der Schweiz ausgebaut.
Auch A1 Telekom Austria testet die neue Technik in ihrem Netz und erreichte bei Tests 1 Gbit/s über 100 m Kupferkabel, wie sie im Telefonnetz verbaut wurden.
Seit Oktober 2014 hat A1 in Österreich einen ersten Kunden mit G.fast kommerziell am Netz.
In Deutschland wollte die Deutsche Telekom die Technik in einem Feldversuch im Jahr 2014 testen und damit ebenfalls bis zu 500 Mbit/s über das bundesweit ausgebaute Kupferkabelnetz realisieren.
Das erste kommerzielle G.fast-Netz im Massenrollout bringt Chunghwa Telecom in Taiwan ab Oktober 2015 an den Markt.
Seit Mai 2015 laufen Tests bei Swisscom-Endkunden unter realen Bedingungen.
2016 lanciert Swisscom als erster europäischer Telekommunikationsanbieter G.fast allgemein für Endkunden in Neuausbaugebieten.
Im Mai 2017 starteten die M-net Telekommunikations GmbH sowie die NetCologne Gesellschaft für Telekommunikation mbH als erste deutsche Netzbetreiber ihr G.fast-Netz in München bzw. Köln.

## Technik

### Modulation und Duplexverfahren
Als Modulationsart wird OFDM verwendet. Sende- und Empfangskanal (Up-/Downstream) werden mit dem TDD-Verfahren getrennt. Das bedeutet, dass in kurzen Abständen abwechslungsweise immer nur in eine Richtung gesendet wird. Im Gegensatz zu VDSL oder ADSL, welche mit FDD arbeiten und somit der Sende- und der Empfangskanal je ein eigenes Frequenzband zugeordnet haben, wird es möglich das Verhältnis der Up-/Downstream-Datenraten individuell anzupassen.

### Unterstützende Verfahren
Durch die Verwendung von sehr viel höheren Frequenzen als z. B. bei VDSL nimmt auch das Nebensprechen massiv zu. Mittels Vectoring kann dies zwar weitgehend kompensiert werden, dazu sind aber neue, bessere Algorithmen nötig. Außerdem bedeuten höhere Frequenzen auch mehr Kalkulationen pro Sekunde für die Vectoring-Kalkulationen im DSLAM. Dessen Rechenleistung muss zudem mit steigender Anzahl DSL-Leitungen am DSLAM exponentiell zunehmen.
Wie bei VDSL2 werden zusätzlich ebenfalls Forward Error Correction und Impulse Noise Protection zur Fehlerkorrektur eingesetzt.

### Technische Herausforderungen
G.fast verwendet Frequenzen von bis zu 212 MHz. Der UKW-Rundfunk-Bereich (87,5…108 MHz) liegt mitten in diesem G.fast-Spektrum. Damit die Teilnehmer-Anschlussleitungen nicht wie lange Antennen wirken und damit ein Radio-Gerät stören, können bei G.fast Start- und Stoppfrequenz sowie die Leistungsverteilung im Übertragungsspektrum konfiguriert werden (PSD Shaping und Notching).
Wie auch bei Vectoring, welches für den Betrieb von G.fast grundlegend wichtig ist, bestehen für die Telekommunikations-Unternehmen einige herausfordernde Probleme. So muss z. B. auch das CPE auf der Endkundenseite diesen Standard unterstützen und ein DSLAM sollte im Optimalfall alle Anschlüsse im selben Kabelbündel bedienen, damit er die Kontrolle über das Nebensprechen im kompletten Verbund hat.